# Фриц Фишер (биатлонац)
Фридрих „Фриц” Фи́шер (Келхајм, 22. септембар 1956) бивши је немачки
биатлонац. Такмичио се у периоду од 1979. до 1993. До 1991 такмичио се за Западну Немачку, а касние до завршетка каријере за Немачку. Престанком такмичарског дела каријере, радио је као тренернемачке мушке репрезентације, а затим од 2007. као тренер младих биатлонаца у биатлонском ценрту у Руполдингу. Од сезоне 2010/11. до краја сезоне 2013/14. био је поново тренер немачке мушке екипе.
Његов највећ успех постигаоје освајањем златне медаље с штафетом 4 × 7,5 км на Зимским олимпијским играма 1992. у Албервилу. Поред тога два пута био је и светски спрвак 1991. са штафетом, а 1993. екипно. За успехе постинуке као такмичар и као тренер 2006. добио је Баварску спортску награду у категорији „Амбасадор Баварског спорта”.
Његов син Томас је немачки олимпијац у скијашком трчању.

## Значајнији резултати
За све резултате извор је Међународна биатлонска унија (ИБУ).

### Олимпијске игре
3 медаље (1 злато, 1 сребро, 1 бронза)
| Дисцилине         | Појединачно | Спринт | Штафета |
| ----------------- | ----------- | ------ | ------- |
| 1980. Лејк Плесид | —           | 27.    | —       |
| 1984. Сарајево    | 7.          | 8.     |         |
| 1988. Калгари     | 23.         | 12.    |         |
| 1992. Албервил    | —           | —      |         |

### Светско првенство у биатлону
7 медаља (2 злато, 2 сребро, 3 бронза)
| Дисциплине            | Појединачно | Спринт | Екипно | Штафета |
| --------------------- | ----------- | ------ | ------ | ------- |
| 1981. Лахти           | 5.          | 19.    | Н/Д    |         |
| 1982. Минск           | 15.         | 15.    | Н/Д    | 4.      |
| 1983. Антхолц         | 10.         | 13.    | Н/Д    | 4.      |
| 1985. Руполдинг       | 16.         | 6.     | Н/Д    |         |
| 1986 Осло Холменколен | 22.         | 17.    | Н/Д    | ДИСК    |
| 1987. Лејк Плесид     | 9.          | 40.    | Н/Д    |         |
| 1989. Feistritz       |             | 17.    |        | 6.      |
| 1990. Минск           | 25.         | 46.    | —      | —       |
| 1991. Лахти           | 13.         | 6,     | —      |         |
| 1993. Боровец         | —           | —      |        | —       |

- Током олимпијских сезона такмичења се одржавају само у дисциплинама које нису у олимпијском програму.
  - Дисциплина екипно такмичење уведена је у програм од 1989.

### Светски куп у биатлону
- Освајач светског купа 1987/88.
- 10 индивидуалних победа у светском купу

Индивидуалне победе
| сезона                          | Датум          | Место      | Дисциплина        |
| ------------------------------- | -------------- | ---------- | ----------------- |
| 1980/81. 1 победа (1 ПО)        | 2. 4. 1981     | Хеденесет  | 20 км појединачно |
| 1983/84. 1 победа (1 ПО)        | 12. 1. 1984    | Понтрезина | 20 км појединачно |
| 1986/87 2 победе (2 СП)         | 10. 1. 1987.   | Боровец    | 10 км спринт      |
| 1986/87 2 победе (2 СП)         | 24. 1. 1987.   | Руполдинг  | 10 км спринт      |
| 1987/88. 1 победа (1 ПО)        | 17. 12. 1987.  | Хохфилцен  | 20 км појединачно |
| 1988/89. 2 победе (1 ПО), 1 СП) | 16. март 1989. | Стејнћер   | 20 км појединачно |
| 1988/89. 2 победе (1 ПО), 1 СП) | 18. март 1989  | Стејнћер   | 10 км спринт      |

Екипне победе
| сезона                  | Датум        | Место     | Дисциплина |
| ----------------------- | ------------ | --------- | ---------- |
| 1987/88 1 победа (1 ШТ) | 31. 1. 1987. | Руполдинг | штафета    |
| 1988/89 1 победа (1 ШТ) | 22. 1. 1989. | Боровец   | штафета    |
| 1990/91 1 победа (1 ШТ) | 3. 2. 1991.  | Оберхоф   | штафета    |